# Amphoe Ban Phaeo
Amphoe Ban Phaeo (Thai: อำเภอ บ้านแพ้ว) ist ein Landkreis (Amphoe – Verwaltungs-Distrikt) im nördlichen Teil der Provinz Samut Sakhon. Die Provinz Samut Sakhon liegt in der Zentralregion von Thailand.

## Geographie
Die Provinz Samut Sakhon liegt am nördlichen Ufer des Golf von Thailand. 
Benachbarte Bezirke (von Norden im Uhrzeigersinn): Amphoe Sam Phran der Provinz Nakhon Pathom, die Amphoe Krathum Baen und Mueang Samut Sakhon der Provinz Samut Sakhon, Amphoe Mueang Samut Songkhram der Provinz Samut Songkhram, sowie die Amphoe Damnoen Saduak und Bang Phae der Provinz Ratchaburi.

## Geschichte
In der Vergangenheit war das Gebiet des heutigen Ban Phaeo von dichtem Wald bedeckt. Jäger, die hier Wildtiere jagten, verirrten sich oft, so dass man bestimmte Treffpunkte mithilfe von Phaeo-Flaggen (wörtl. „Vogelscheuchen“) errichtete. Als hier das erste Dorf gegründet wurde, nannten es die Einwohner „Ban Phaeo“. Es wurde vom Amphoe Sam Phran verwaltet. Als das Dorf groß genug geworden war, wurde es zum Tambon. 1925 trennte die Regierung die Tambon Rong Khe und Lak Sam von Ban Bo ab und fasste sie zusammen mit Tambon Ban Phaeo zum Amphoe Ban Phaeo zusammen. Die Verwaltung wurde der Samut Sakhon Provinz übertragen.

## Verwaltung

### Provinzverwaltung
Der Landkreis Ban Phaeo ist in zwölf Tambon („Unterbezirke“ oder „Gemeinden“) eingeteilt, die sich weiter in 97 Muban („Dörfer“) unterteilen.
| Nr.  | Name            | Thai       | Muban | Einw.  |
| ---- | --------------- | ---------- | ----- | ------ |
| 01.  | Ban Phaeo       | บ้านแพ้ว     | 10    | 10.591 |
| 02.  | Lak Sam         | หลักสาม     | 13    | 14.686 |
| 03.  | Yokkrabat       | ยกกระบัตร   | 12    | 13.068 |
| 04.  | Rong Khe        | โรงเข้      | 0-    | 12.114 |
| 05.  | Nong Song Hong  | หนองสองห้อง | 0-    | 08.355 |
| 06.  | Nong Bua        | หนองบัว     | 09    | 06.620 |
| 07.  | Lak Song        | หลักสอง     | 07    | 04.532 |
| 08.  | Chet Rio        | เจ็ดริ้ว      | 05    | 03.846 |
| 09.  | Khlong Tan      | คลองตัน     | 05    | 04.808 |
| 010. | Amphaeng        | อำแพง      | 07    | 06.492 |
| 011. | Suan Som        | สวนส้ม      | 05    | 05.142 |
| 012. | Kaset Phatthana | เกษตรพัฒนา  | 05    | 04.760 |

Hinweis: Die Daten der Muban liegen zum Teil noch nicht vor.

### Lokalverwaltung
Es gibt drei Kommunen mit „Kleinstadt“-Status (Thesaban Tambon) im Landkreis:
- Kaset Phatthana (Thai: เทศบาลตำบลเกษตรพัฒนา) bestehend aus dem kompletten Tambon Kaset Phatthana und Teilen des Tambon Khlong Tan.
- Ban Phaeo (Thai: เทศบาลตำบลบ้านแพ้ว) bestehend aus den Teilen der Tambon Ban Phaeo, Lak Sam.
- Lak Ha (Thai: เทศบาลตำบลหลักห้า) bestehend aus den kompletten Tambon Yokkrabat, Rong Khe, Nong Song Hong, Nong Bua.

Außerdem gibt es sieben „Tambon-Verwaltungsorganisationen“ (องค์การบริหารส่วนตำบล – Tambon Administrative Organizations, TAO)
- Ban Phaeo (Thai: องค์การบริหารส่วนตำบลบ้านแพ้ว) bestehend aus Teilen des Tambon Ban Phaeo.
- Lak Sam (Thai: องค์การบริหารส่วนตำบลหลักสาม) bestehend aus Teilen des Tambon Lak Sam.
- Lak Song (Thai: องค์การบริหารส่วนตำบลหลักสอง) bestehend aus dem kompletten Tambon Lak Song.
- Chet Rio (Thai: องค์การบริหารส่วนตำบลเจ็ดริ้ว) bestehend aus dem kompletten Tambon Chet Rio.
- Khlong Tan (Thai: องค์การบริหารส่วนตำบลคลองตัน) bestehend aus Teilen des Tambon Khlong Tan.
- Amphaeng (Thai: องค์การบริหารส่วนตำบลอำแพง) bestehend aus dem kompletten Tambon Amphaeng.
- Suan Som (Thai: องค์การบริหารส่วนตำบลสวนส้ม) bestehend aus dem kompletten Tambon Suan Som.